# Wasedauniversitetet

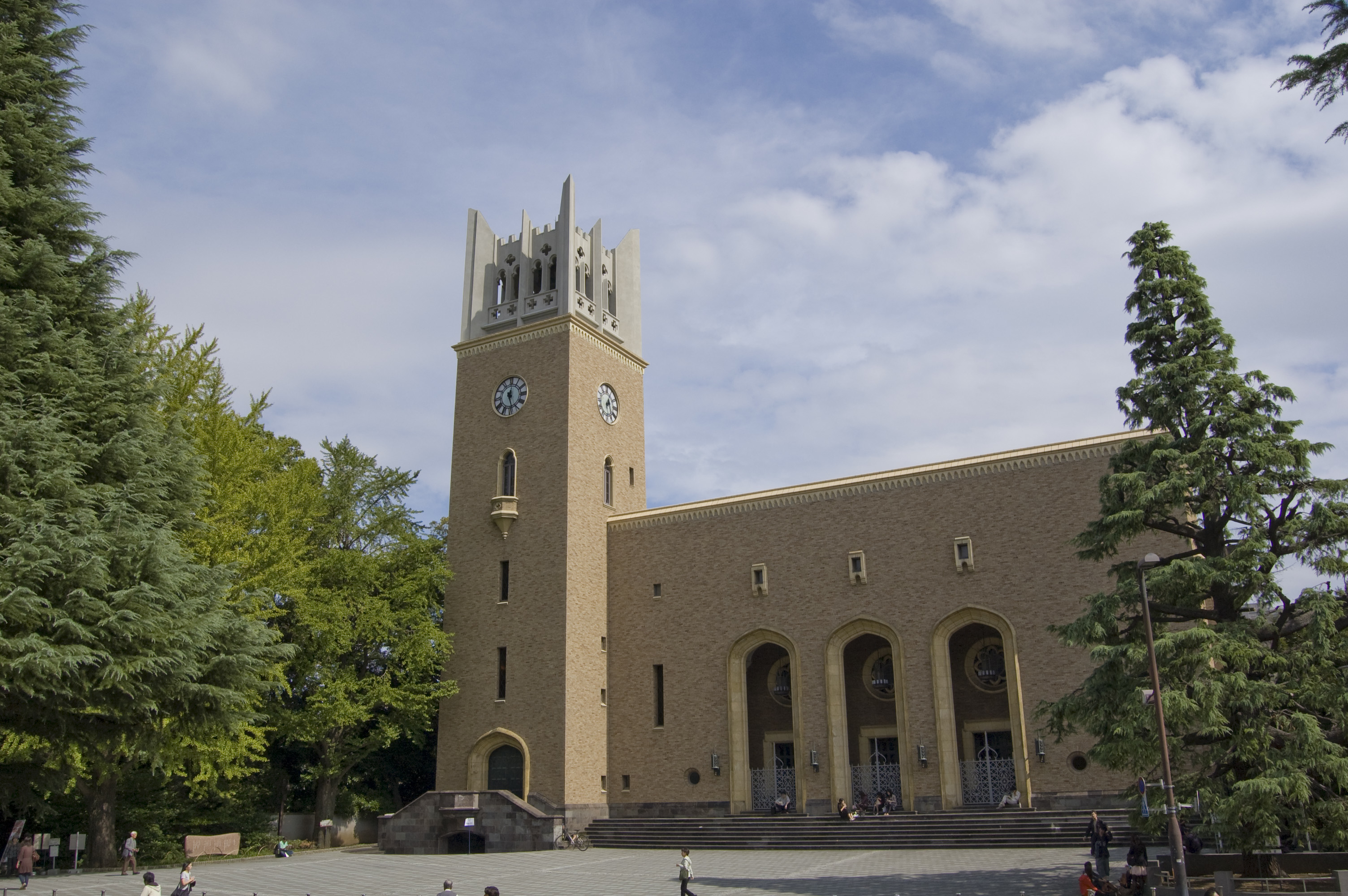
Wasedauniversitetets aula

Wasedauniversitetet (早稲田大学, Waseda Daigaku ofta kallat bara Waseda eller Sôdai) är ett av Tokyos och Japans främsta privata universitet.
Universitetet grundades 1882 av den japanska statsmannen Okuma Shigenobu. 
Waseda har utbytesavtal med Kungliga Tekniska högskolan, Linköpings universitet, Linnéuniversitetet, Stockholms universitet, Umeå universitet, Uppsala universitet, Lunds universitet och Handelshögskolan vid Göteborgs universitet.

## Några kända tidigare studenter vid Waseda
- Yoshiro Mori, f.d. premiärminister
- Keizo Obuchi, f.d. premiärminister
- Toshiki Kaifu, f.d. premiärminister
- Noboru Takeshita, f.d. premiärminister
- Tanzan Ishibashi, f.d. premiärminister
- Makiko Tanaka, f.d. utrikesminister
- Haruki Murakami, författare
- Machi Tawara, poet
- Shuji Terayama, författare, regissör
- Takeo Fukui, vd för Honda
- Hiroshi Yamauchi, f.d. vd för Nintendo
- Li Dazhao, grundare av Kinas kommunistiska parti
- Jun Kawanishi, regissör

## Personer som varit anställda vid Waseda
- Roman Malinowski, professor emeritus i byggnadsmateriallära